# Švýcarsko na Letních olympijských hrách 1964
Švýcarsko se účastnilo Letní olympiády 1964 v japonském Tokiu. Zastupovalo ho 66 sportovců (65 mužů a 1 žena) ve 13 sportech.

## Medailisté
| Medaile | Jméno                                               | Sport     | Soutěž                |
| ------- | --------------------------------------------------- | --------- | --------------------- |
| Zlato   | Henri Chammartin                                    | Jezdectví | Drezura - jednotlivci |
| Stříbro | Henri Chammartin Gustav Fischer Marianne Gossweiler | Jezdectví | Drezura - družstva    |
| Stíbro  | Eric Hänni                                          | Judo      | Muži do 68 kg         |
| Bronz   | Gottfried Kottmann                                  | Veslování | Muži skif             |